# Horacio José Álvarez
Horacio José Álvarez (ur. 24 lutego 1957 w Córdobie) – argentyński duchowny katolicki, biskup pomocniczy Córdoby od 2023.  

## Życiorys
Święcenia kapłańskie otrzymał 3 grudnia 1981, został inkardynowany do Archidiecezji Córdoby. W pierwszych latach kapłaństwa (1981–1984) pracował jako wikariusz i proboszcz w archidiecezjalnych parafiach. W 1985 został mianowany dyrektorem Unii Apostolskiej Kleru, w tym czasie również po raz pierwszy rozpoczął pracę w Seminarium Duchownym jako spowiednik alumnów. W latach 1987–1991 był sekretarzem Rady Kapłanów. Od 1992 pełnił funkcję rektora Seminarium Duchownego. W 1999 został wikariuszem biskupim ds. świeckich, by w latach późniejszych być wikariuszem generalnym ds. stowarzyszeń świeckich oraz moderatorem Kurii. Od 2014 był proboszczem jednej z parafii w Córdobie, rok później powrócił jako spowiednik seminaryjny. W 2023 ponownie został nominowany wikariuszem generalnym rodzimej archidiecezji.
11 sierpnia 2023 papież Franciszek prekonizował go biskupem pomocniczym Córdoby, ze stolicą tytularną Cubda.
3 listopada 2023 przyjął święcenia biskupie w Katedrze Wniebowzięcia Najświętszej Maryi Panny w Córdobie. Głównym konsekratorem był arcybiskup metropolita Córdoba kard. Ángel Rossi